# Troicko-Pieczorsk
Troicko-Pieczorsk (ros. Троицко-Печорск) – osiedle typu miejskiego w zachodniej Rosji, w Republice Komi, położone nad rzeką Peczorą. W 2010 roku miejscowość liczyła 7822 mieszkańców.